# Função multivalorada

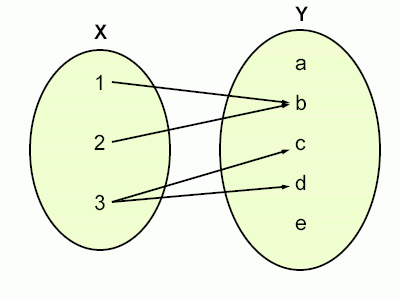
Este diagrama não representa uma função, mas uma função multivalorada, pois o elemento 3 em X está associado a dois elementos c e d, em Y.

Em matemática, uma função multivalorada (forma abreviada: multifunção; outros nomes: função polivalente, função de conjunto valorizado, mapa de conjunto valorizado, mapa ponto para conjunto, mapa multi-valorada, multi-mapa, correspondência, portadora, multívoca, polídroma, multiaplicação) é uma relação binária (isto é, cada entrada é associada com pelo menos uma saída) em que pelo menos uma entrada é associada a várias (duas ou mais) saídas.
{\displaystyle \forall a\in A\quad \exists b\in B\quad a\,R\,b}
Note que uma relação binária é uma função multivalorada se e somente se é uma relação total. Note também que toda função é multivalorada.
Outra forma de entender este conceito é como uma função {\displaystyle F\colon A\rightsquigarrow B} que toma vários valores em B para cada ponto de A.
Uma função multivalorada de A em B pode ser representada por uma função de A no conjunto de partes de B, isto é, cada elemento de A é associado a um subconjunto não vazio de B. No exemplo abaixo, a função {\displaystyle f} representa os elementos {\displaystyle b} do codomínio {\displaystyle B} aos quais cada elemento {\displaystyle a} do domínio {\displaystyle A} é relacionado pela multifunção {\displaystyle R}.
{\displaystyle f:A\to \wp B\quad :\quad \forall a\in A.\quad f(a)=\left\{b\in B\,:\,a\,R\,b\right\}}
Toda valoração de {\displaystyle f} será um conjunto não-nulo.

## Exemplos
- Todo número complexo (incluindo os números reais), com exceção do zero, tem duas raízes quadradas. Todo número complexo tem 3 raízes cúbicas complexas.
- Funções trigonométricas inversas têm valores múltiplos porque funções trigonométricas são periódicas. Temos tan(π/4) = tan(5π/4) = tan(−3π/4). Consequentemente podemos pensar que arctan(1) tem valores múltiplos como π/4, 5π/4 e −3π/4 radianos, entre outros.